# Gonçalves Dias (kommun i Brasilien)
Gonçalves Dias är en kommun i Brasilien.   Den ligger i delstaten Maranhão, i den östra delen av landet, 1 200 km norr om huvudstaden Brasília. Antalet invånare är 17 485.
Omgivningarna runt Gonçalves Dias är huvudsakligen savann. Runt Gonçalves Dias är det glesbefolkat, med 18 invånare per kvadratkilometer.